# Téli éjszakák
Faludi Ferenc szórakoztatási célból írta a Téli éjszakák elbeszéléseit, melyeket Révai Miklós nyomdakész állapotban talált meg Faludi halála után a szombathelyi püspöki levéltárban őrzött Faludi-hagyatékban. Ezeket 1787-ben ő adta ki Szily János szombathelyi püspök megbízásából a verseket és prózai írásokat tartalmazó Faludi Ferenc költeményes maradványaival egy időben, de külön kötetben.

## Szerkezet és cselekmény
A Téli éjszakák, vagyis téli estidőnek unalmait enyhítő beszédek egy keretes elbeszéléskötet, melyben egy vidéki kúriában élő magyar nemes embert, „kastélos urat” felkeresnek barátai, Báthori és Szilágyi uram, ez utóbbi feleségével, Camillával, akik unták magukat otthon tél idején, és elmentek egy-két napra vendégségbe. Hollósi uramat a kandalló mellett találták, amint épp pipázgatott és inasával olvastatott fel magának egy németre fordított spanyol elbeszéléskötetből. Barátai arra kérik, hogy olvasson fel nekik is a műből, és így töltsenek el együtt néhány téli éjszakát.
Faludi nagy szabadsággal meséli el a különböző történeteket, és megváltoztatja az egyes történetek sorrendjét is. Elhagyja az eredeti műben az elbeszéléseket záró tudálékos kommentárokat, ehelyett az általa kitalált, jellegzetesen magyar észjárású szereplők mondják el saját véleményüket az éppen elhangzott meséről. Ezek közül is kiemelkedik a harmadik éjszaka kerettörténete, mely során Szilágyi uram felesége, Camilla asszony veszi védelmébe a női nemet, és anekdoták sorában bizonyítja az asszonyok szellemi élénkségét és erkölcsi erejét

## Keletkezés körülményei
Hollósi a mű elején elárulja barátainak, hogy mi az eredeti spanyol mű címe.
„Báthori: Ha merem kérdezni, mi szép könyvet forgat az úr?
Hollósi: Spanyol az authora, azt írta homlokára: Noches de invierno, azaz: Téli Éjszakák. Német nyelvre fordították, és nyomtatták Norimbergában.”
Binder Jenő kutatásai alapján tudjuk, hogy a Faludi által választott késő reneszánsz elbeszélésgyűjtemény szerzőjét Antonio de Eslavának hívták, aki 1609-ben Barcelonában jelentette meg a spanyol és olasz novellakincsből merített, tizenegy fejezetből összeállított kötetét. Faludi, korábbi írói gyakorlatát követve, csak négy fejezetet használt fel az eredeti műből saját munkájához, de ezekhez más művekből még hozzáillesztett négy új éjszakát. Ezek eredeti forrásait pedig Szauder József mutatta ki Faludi udvari emberéről írt munkájában, illetve a Filológiai Közlönyben 1957-ben közölt tanulmányában.

## Stílusjegyek
Az elbeszélések jellegzetes reneszánsz novellatípusokat variálnak. Van köztük álruhás személycserén alapuló történet, leányrablás, hajótörés, csodás megmenekülés, varázslat. A történetek főleg a Földközi-tenger vidékén zajlanak, de van szó tatárországi trónviszályokról is. Ily módon a Téli éjszakák igazi „világi” alkotás.

## Kiadásai
- Téli éjszakák, vagy is A téli időnek unalmait enyhítő beszédek. Közre botsátotta Révai Miklós; Patzko, Pozsony, 1787
- Három elbeszélés a "Téli éjszakák"-ból; sajtó alá rend. Radó Antal; Lampel, Bp., 1901 (Magyar könyvtár)
- Téli éjszakák. Válogatás Faludi Ferenc prózai műveiből; vál., szerk., jegyz., utószó Szörényi László, előszó Rónay György (Magyar tallózó) ISBN 963-270-835-0